# Receptor AT1
O Receptor AT1 é uma proteína componente da membrana celular. Faz parte do grupo de receptores acoplados a proteína G. Quando se liga quimicamente à angiotensina II provoca uma série de reações celulares, sendo uma das mais importantes a vasoconstrição.

## Ações
- Vasoconstrição.
- Crescimento celular.
- Aumento da proliferação celular.
- Formação de matriz extracelular.
- Ativação do Sistema nervoso simpático.
- Diminuição do Barorreflexo.
- Aumento da concentração de aldosterona no sangue.
- Diminuição da concentração de renina no sangue.
- Aumento da formação de radicais livres derivados do oxigênio.

## Agonistas (estimulam o receptor)
- Angiotensina II.

São agonistas menos potentes:
- Angiotensina III
- Angiotensina IV
- Angiotensina 1-7

## Antagonistas (bloqueiam o receptor)
- Antagonista do receptor da angiotensina.
- Bloqueadores dos receptores At1 (angiotensina1): Losartan, valsartan, eprosartan, telmisartan.
- Provocam: vasodilatação; maior excreção de sódio e água.

## Subtipos
- Receptor AT1a
- Receptor AT1b
- Receptor AT1c